# Det kongelige Møbelmagasin
Det kgl. Meubel-Magazin var et kongeligt møbelsnedkeri og tegnestue oprettet 1777 og nedlagt i 1814/1816.
Magasinet blev oprettet på foranledning af Georg Erdman Rosenberg, der ledede Magasinet 1777-81. Rosenberg fremsatte en lang række forslag til fremme af den danske møbelproduktion, og helt konkret sigtede hans forslag på at oprette en institution, der kunne tage sig af alle forhold vedrørende møbelfremstilling, fra indkøbet af de rå materialer til salget af møblerne. Han ville gerne, at møblerne blev fremstillet efter tegninger, som han selv havde udfærdiget efter udenlandsk inspiration. Han mente nemlig, at den danske møbelproduktion befandt sig på et alt for lavt kvalitetsniveau.
Staten var særdeles interesseret i at fremme dansk handel og især produktion, der kunne begrænse importen, og derfor fik Rosenberg meget hurtigt kongens resolution (17. februar 1777) til at gå i gang, og derefter åbnede Det Kongelige Meubel-Magazin. Magasinet blev nedlagt igen i 1814 (de facto 1816).
Indretningsarkitekten J.C. Lillie blev inspektør ved Magasinet i 1784 og satte sit præg på møbelproduktionen.